# Július Porubský
Július Porubský (* 28. června 1942) je bývalý slovenský fotbalový obránce. Žije v Nitře.

## Fotbalová kariéra
V československé lize hrál za AC Nitra ve 101 utkání a dal 8 gólů.

### Prvoligová bilance
| Ročník                                   | Zápasy | Góly | Minuty | Klub     |
| ---------------------------------------- | ------ | ---- | ------ | -------- |
| 1. československá fotbalová liga 1971/72 | 29     | 1    | 2 596  | AC Nitra |
| 1. československá fotbalová liga 1972/73 | 22     | 0    | 1 782  | AC Nitra |
| 1. československá fotbalová liga 1973/74 | 29     | 4    | 2 610  | AC Nitra |
| 1. československá fotbalová liga 1974/75 | 23     | 2    | 1 325  | AC Nitra |
| LIGA CELKEM                              | 101    | 8    | 8 313  |          |